# 國立中正大學法學院
國立中正大學法學院（英語：College of Law, National Chung-Cheng University），簡稱中正法學院，為國立中正大學七學院之一。

## 沿革
1992年，成立中正大學法律學研究所。
1993年成立法律學系，主要設立目的除平衡區域法學研究之水準並提升中南部之法治文化外，在於提供傳統民刑商法學教育及新興之財經、勞工、社會、行政等法學教育，以解決我國社會面臨之法律問題。
1998年10月，法律學系自本校社會科學院分出，成立法學院。
1999年，為培養不同之法律專業人才，於法律系分設法學組、財經法組與法制組，以配合社會之需求。此外為結合理論與實務之發展並提供在職人士進修之機會，同年成立碩士在職專班。
2000年，成立財經法律學研究所碩士班及法律學系博士班，以強化財經法學之研究及提升本系之研究水準與培養具有研究法學能力之專才。
2002年，法律學系財經法組與財經法律學研究所碩士班合併調整為獨立之財經法律學系暨研究所。
2009年，與臺灣嘉義地方法院簽署「遴選研究生助理合作備忘錄」。
2017年，法律學系所屬之「中正法學期刊」獲得「臺灣人文及社會科學核心期刊」（TSSCI）收錄。
2021年，法學院新設高階主管法律碩士專班，可自由選修臺北及嘉義開設之法律課程。

## 教學特色
- 法學教育以訓練靈活的法學邏輯思維，培養專精的法律人才為特色[5]。
- 課程規劃兼具「理論」與「實務」課程，課程外提供本系所學生參與校內外法律諮詢以及利用寒暑假擔任實習觀護人、法院訴訟輔導員等服務活動。

## 法律服務社
是一個以「提供法律服務」為志向的學生社團，其宗旨為「讓法律能散播於更多人」。該社學生每週提供附近民眾大約2小時的法律諮詢服務，近期亦與中正大學附近的民雄鄉公所合作，以鄉公所為服務隊提供諮詢服務的地點。

## 外部連結
- 國立中正大學法學院（页面存档备份，存于）（繁體中文）
- 國立中正大學法律學系（页面存档备份，存于）（繁體中文）
- 國立中正大學財經法律學系（页面存档备份，存于）（繁體中文）
- 國立中正大學戲訪德公務出國報告資訊網